# Eurycope tumidicarpus
Eurycope tumidicarpus är en kräftdjursart som beskrevs av Schmid, Brenke och Waegele 2002. Eurycope tumidicarpus ingår i släktet Eurycope och familjen Munnopsidae. Inga underarter finns listade i Catalogue of Life.